# Polymera monosticta
Polymera monosticta är en tvåvingeart som beskrevs av Alexander 1948. Polymera monosticta ingår i släktet Polymera och familjen småharkrankar.
Artens utbredningsområde är Peru. Inga underarter finns listade i Catalogue of Life.